# یوشیکی اوکامورا
یوشیکی اوکامورا (انگلیسی: Yoshiki Okamura؛ زادهٔ ۲۱ مارس ۱۹۷۷) بازیکن فوتبال اهل ژاپن است.
از باشگاه‌هایی که در آن بازی کرده‌است می‌توان به باشگاه فوتبال گامبا اوساکا اشاره کرد.